# Beqaasem
Beqaasem (tiếng Ả Rập: بقعسم) là một Syria làng trong huyện Qatana của Rif Dimashq. Theo Cục Thống kê Trung ương Syria (CBS), Beqaasem có dân số 2.268 người trong cuộc điều tra dân số năm 2004. Cư dân của nó chủ yếu là Druze.